# Roccarainola
Roccarainola is een Italiaanse gemeente, onderdeel van de metropolitane stad Napels, wat voor 2015 nog de provincie Napels was (regio Campanië) en telt 7250 inwoners (31-12-2004). De oppervlakte bedraagt 28,1 km², de bevolkingsdichtheid is 256 inwoners per km².
De volgende frazioni maken deel uit van de gemeente: Gargani, Piazza, Sasso, Rione Fellino, Polvica.

## Demografie
Roccarainola telt ongeveer 2482 huishoudens. Het aantal inwoners steeg in de periode 1991-2001 met 1,7% volgens cijfers uit de tienjaarlijkse volkstellingen van ISTAT.
| Jaar | Inwoneraantal |
| ---- | ------------- |
| 1991 | 7062          |
| 2001 | 7182          |

## Geografie
Roccarainola grenst aan de volgende gemeenten: Arienzo (CE), Arpaia (BN), Avella (AV), Cervinara (AV), Cicciano, Forchia (BN), Nola, Paolisi (BN), Rotondi (AV), San Felice a Cancello (CE), Tufino.